# مديرية حرض
مديرية حرض إحدى مديريات محافظة حجة في اليمن. هي ثاني أكبر المديريات من حيث عدد سكانها الذي بلغ 93523 نسمة عام 2004. تضم عزلتين.
وهي مدينة حدودية قريبه من الحدود السعودية حيث تبعد حوالي 6 كيلو متر عن خط الحدود.

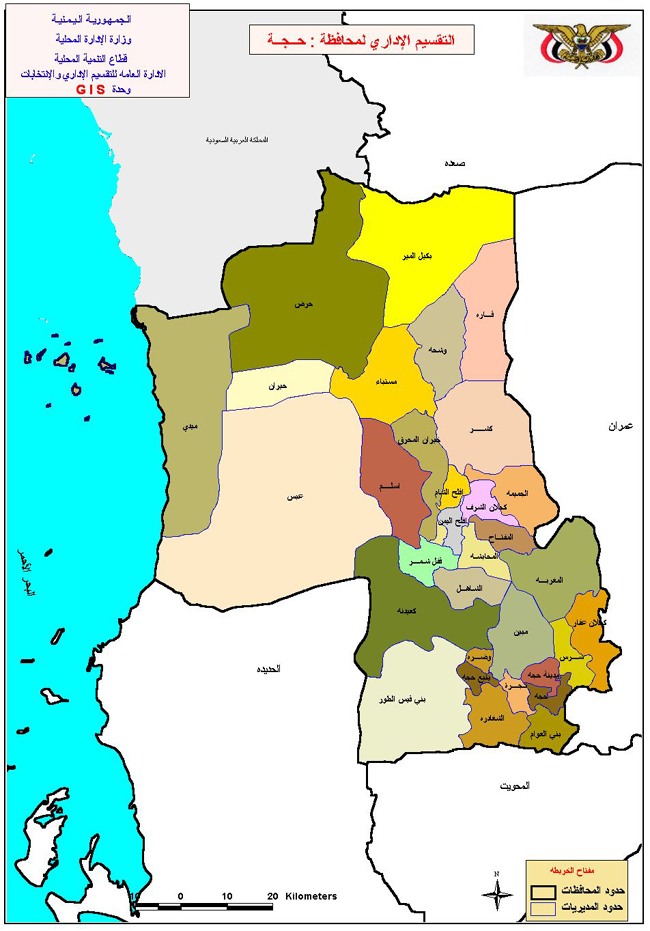
موقع مديرية حرض في محافظة حجة